# Mirny (Jakucja)
Mirny (ros. Мирный) – miasto w azjatyckiej części Rosji, w Jakucji, ośrodek administracyjny ułusu mirnińskiego, położone na Wyżynie Środkowosyberyjskiej nad rzeką Irelach. Liczy 35 tys. mieszkańców (2021).
Najbardziej znany ośrodek wydobycia diamentów w Rosji; znajdująca się przy mieście odkrywkowa kopalnia diamentów ma 525 m głębokości i średnicę 1,20 km. Także ośrodek przemysłu spożywczego i produkcji materiałów budowlanych. Tuż przy kopalni znajduje się lotnisko, które jest bazą własnej linii lotniczej Ałrosa.

## Historia miasta
Komin kimberlitowy „Mir”, odkryty przez geologów latem 1955 roku, dał nazwę osadzie robotniczej Mirny, która wyrosła w nietkniętej przez człowieka tajdze, a trzy i pół roku później stała się miastem. 3 kwietnia 1959 roku w Moskwie podpisano dekret Prezydium Rady Najwyższej RFSRR o przekształceniu osiedla roboczego w miasto, nadając mu oficjalnie nazwę Mirny. W ciągu kolejnych sześciu dekad mała wioska namiotowa stała się nowoczesnym miastem przemysłowym z dziewięciopiętrowymi blokami i asfaltowymi drogami, szkołami, przedszkolami, sklepami i szpitalami. Spółdzielnia „Jakutałmaz”, która poczyniła pierwsze kroki w rozwoju nowej gałęzi gospodarki ZSRR i Rosji – wydobycia diamentów – przekształcił się w znaną na rynku światowym spółkę akcyjną Ałrosa, wydobywającą diamenty nie tylko w Republice Sacha, ale także daleko poza jej granicami. Na przestrzeni lat z jakuckiej ziemi wydobyto 170 milionów metrów sześciennych masy skalnej. Miasto Mirny to nie tylko centrum wydobycia diamentów, słynie też z potencjału duchowego i tradycji kulturowych. W pierwszych latach rozwoju przemysłu wydobywczego w Mirnym osiedliło się co najmniej półtora tysiąca osób zdemobilizowanych po II wojnie światowej z szeregów Sił Zbrojnych ZSRR: oficerów, sierżantów, żołnierzy i marynarzy. Prowadzili spółdzielcze przedsiębiorstwa wydobywcze i budowlane (trusty) oraz pracowali przy wydobyciu. Byli wśród nich słynni dowódcy, byli żołnierze frontowi – Leonid Żeliabin, Jewgienij Batienczuk, Lew Sołdatow, Wiktor Tichonow, Giwi Gomelauri i wielu innych.

## Nauka i oświata
- W mieście znajduje się Instytut Politechniczny, filia Północnowschodniego Uniwersytetu Federalnego[2].
- Oddział Nowosybirskiego Państwowego Uniwersytetu Architektury i Inżynierii Lądowej[5].
- Oddział TPU (Politechnika Tomska)[6].

## Galeria

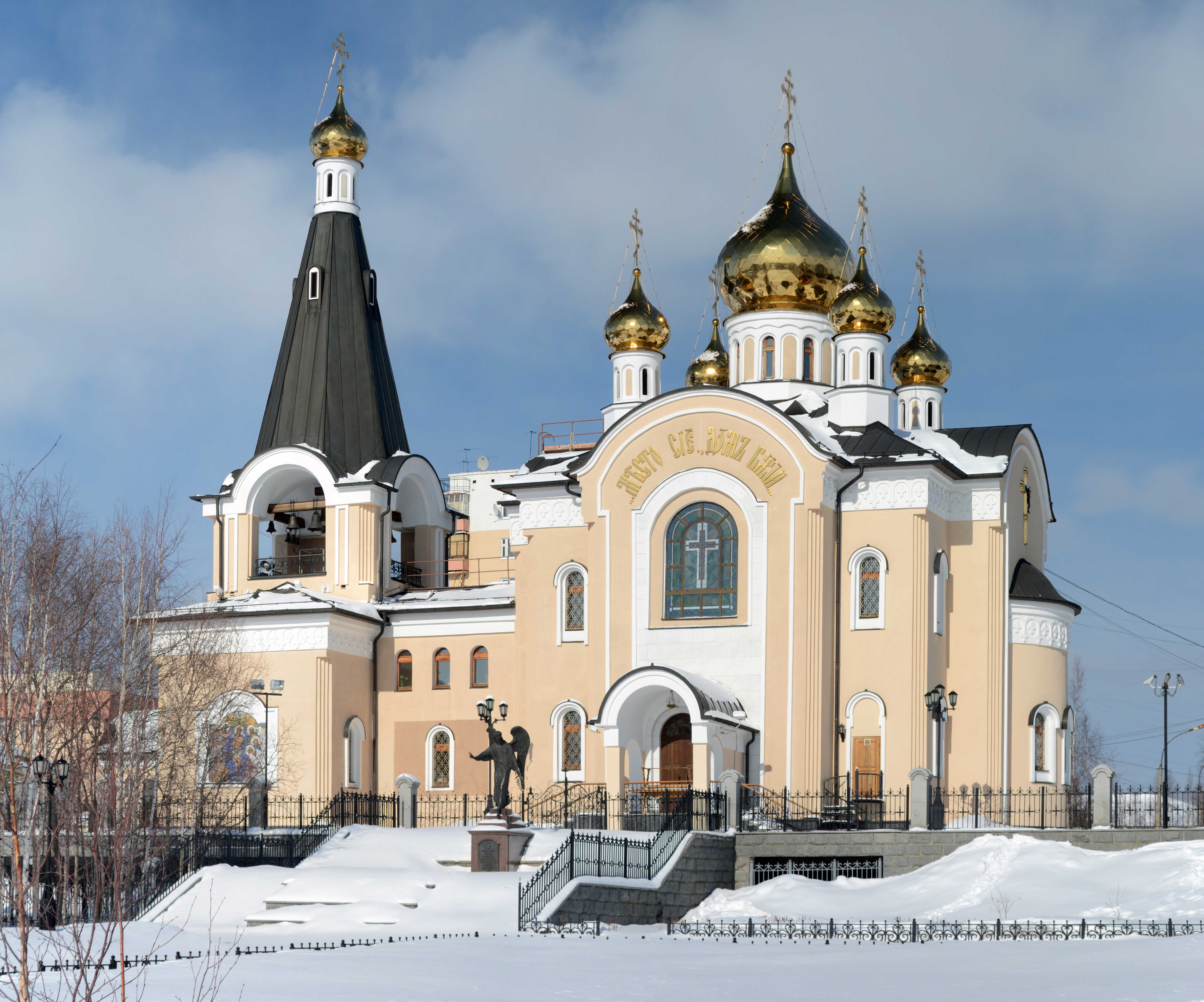
Cerkiew św. Trójcy w Mirnym
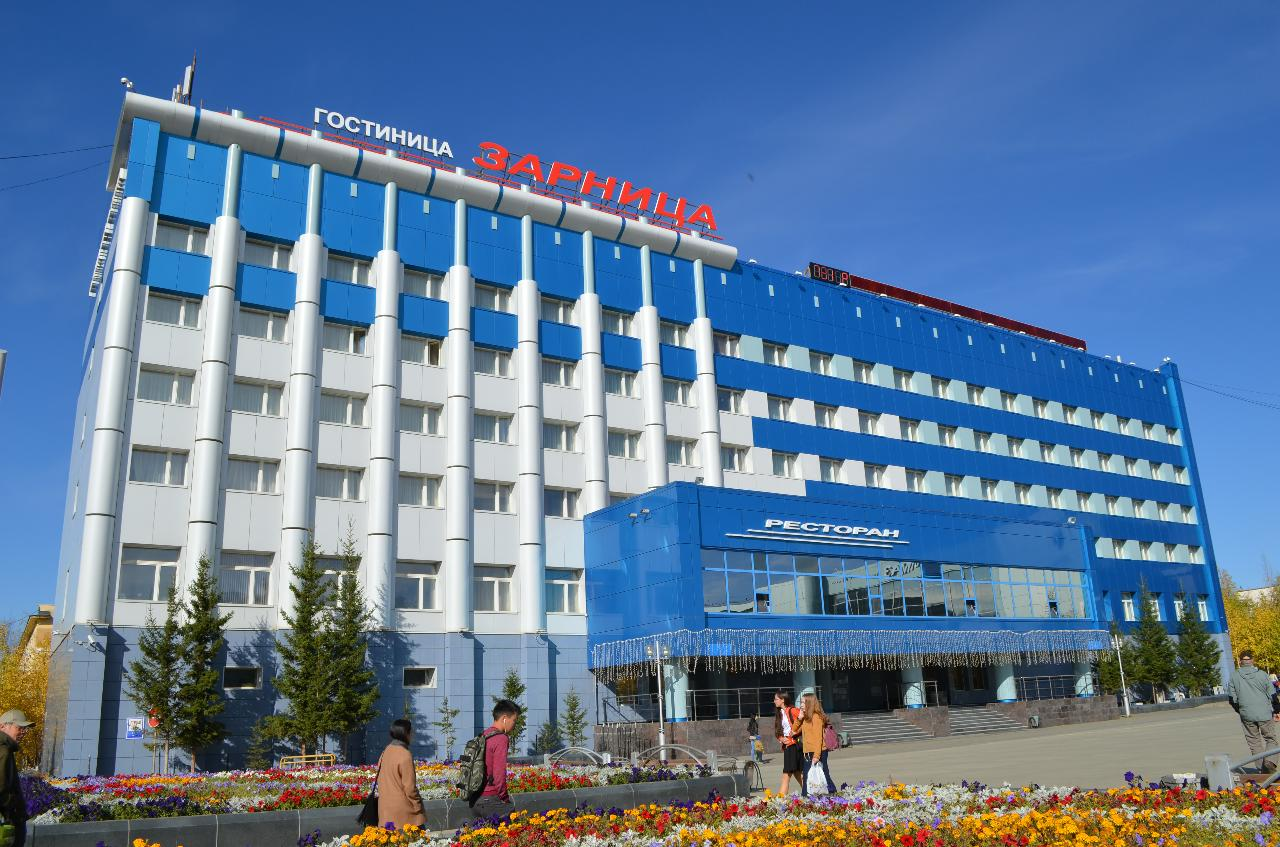
Hotel „Błyskawica”
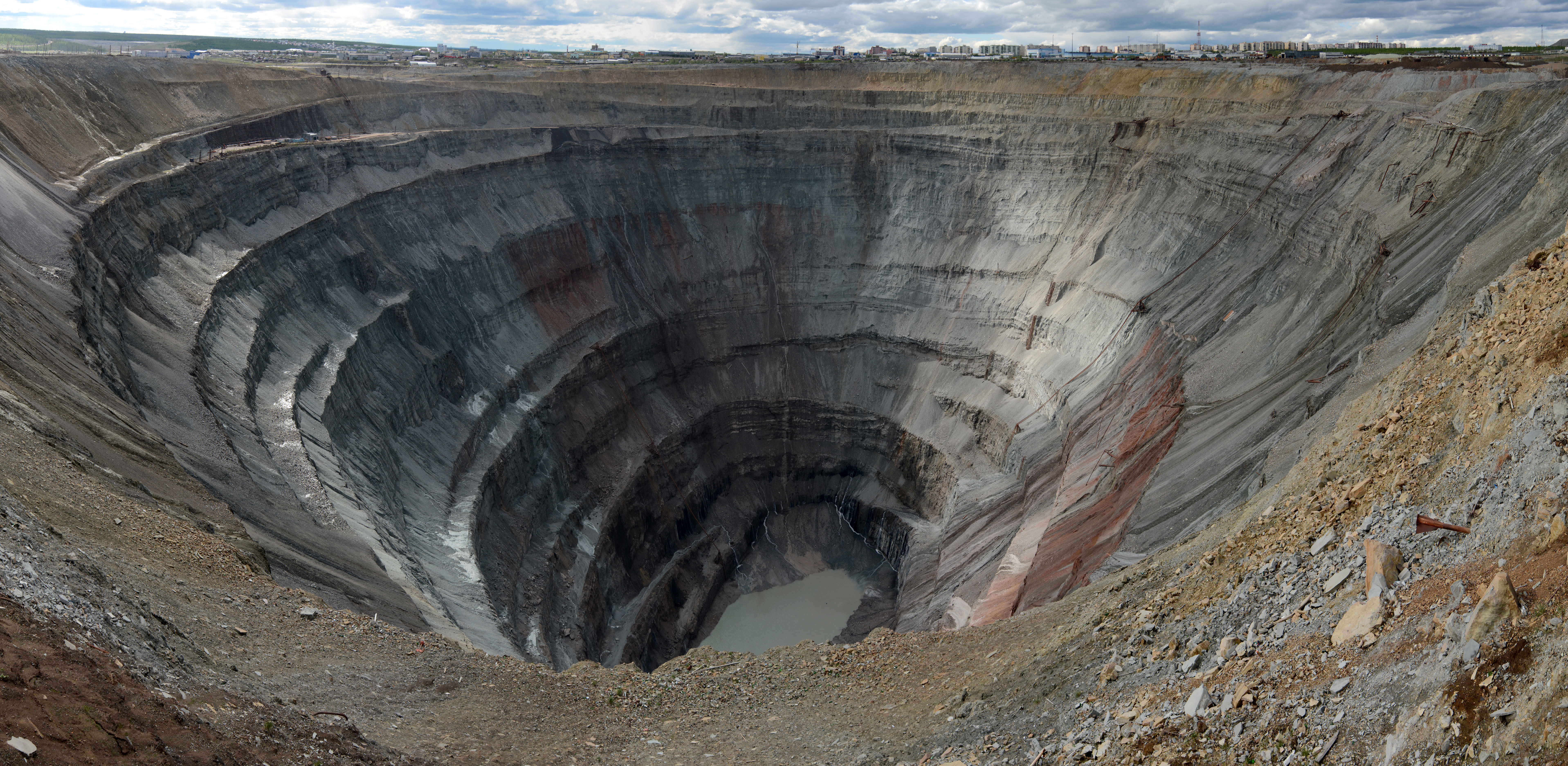
Kopalnia diamentów

## Gospodarka
Mirny jest siedzibą przedsiębiorstwa AO „AŁROSA”, zajmującego się wydobyciem diamentów na terytorium ułusu mirnińskiego, anabarskiego i nurbińskiego oraz ich dystrybucją. Podstawowe struktury społeczno-kulturalne miasta i ułusu zostały zbudowane z myślą o robotnikach i ich rodzinach ze środków AO „AŁROSA”. W odległości 130 km od miasta znajduje się także jedno z najzamożniejszych pól naftowych w tym regionie. W mieście działają również AO „Wilurgistan”, przedsiębiorstwo elektryczne „Zapadnyje eliektriczeskije sieti”, przedsiębiorstwo gazowe AO „AŁROSA-Gaz”, firmy zajmujące się handlem i produkcją żywności. W styczniu 2017 roku został otwarty punkt przeładunkowy przesyłek międzynarodowych Poczty Rosji (MMPO).

## Populacja
| 1959 | 1970  | 1979  | 1989  | 1998  | 2002  | 2009  | 2010  | 2012  | 2015  | 2021  |
| ---- | ----- | ----- | ----- | ----- | ----- | ----- | ----- | ----- | ----- | ----- |
| 5695 | 23826 | 30462 | 38793 | 36900 | 39981 | 36563 | 37188 | 35478 | 34354 | 35416 |

## Kultura
- Pałac Kultury „Ałmaz”[15] (do 1980 roku Pałac Kultury i Techniki „Metalurg”) – otwarty w 1977 roku[16].
- Uniwersalne centrum teatralno-koncertowe „Jakuck”[17].
- Muzeum Krajoznawcze[18].
- Ogród botaniczny[19].
- Pomnik górników przy kopalni „Mir”[20].